# Ebersau
Ebersau ist ein Ort im Innviertel von Oberösterreich wie auch Ortschaft der Gemeinde Schildorn im Bezirk Ried im Innkreis.

## Geographie
Ebersau befindet sich etwa 8 Kilometer südlich von Ried im Innkreis, am Nordrand des Hausruck-und-Kobernaußerwald-Zuges zum Innviertler Hügelland (südliches Innviertel).
Die Rotte liegt langgestreckt direkt südlich des Orts Schildorn, um 1 Kilometer entfernt beiderseits des Bachs Schildorngraben, einem Nebenbach der Oberach, die bei Ried der Antiesen zufließt, auf um die 530 m ü. A. Höhe. Die Ortschaft erstreckt sich auf knapp 1½ Kilometer das Tal hinein.
Sie umfasst 42 Gebäude mit derzeit 130 Einwohnern (Stand 1. Jänner 2024).
| Schildorn                                  |                                             | Aigen ∗ Au ∗∗                             |
| Marö                                       | Kompassrose, die auf Nachbargemeinden zeigt | Knirzing (Gem. Pramet) Rödt (Gem. Pramet) |
| Bleckenwegen Edthelm (beide Gem. Waldzell) | Rendlberg St. Kollmann                      | Kronawitten (Gem. Schildorn, Pramet)      |

∗ ehemals Ortschaft Ecklham
∗∗ ehemals Prüglau, Ortschaft Knirzing

## Geschichte
Der Ortsname Ebersawe ist wohl ein -au-Name (‚Feuchtgebiet‘) zu Eber (als Tier- oder Personenname Ēbur), ein Rodungsname aus der Zeit um 1200.
Der Name ist um 1260 in einem Passauer Urbar (Ebersawe, mit 4 Gütern),
in einer Urkunde von 1437  (Ewersaue),
und im ältesten Urbarbuch der Herrschaft Ried 1446 nachweislich.
Bis 1779 war die Gegend bayrisch (damals Innbaiern), und bis 1783 (Gründung des Bistums Linz) gehörte sie zum Bistum Passau, bis 1784 zur Pfarre Waldzell.
Zum Ortschaftsgebiet gehörten auch die kleine Ortslage Marö taleinwärts und Rendlberg südlich. Seit der Adressreform der Gemeinde 1. Juli 2008 bilden diese eigene Ortschaften. Dabei kamen auch die nördlichsten Häuser zur Ortschaft Aigen (ehemals Ecklham).
| Hzgt. Bay. (zu Bst. Passau) | Krld. Österr. o.d.Enns (EHzgt. Österr.) | Innkreis (Kgr. Bay.) | Krld. Österr. o.d.Enns (Österr.- Ugrn.) | Bld. Oberösterreich (Rep. Österr.) | Bld. Oberösterreich (Rep. Österr.) | Bld. Oberösterreich (Rep. Österr.) | Bld. Oberösterreich (Rep. Österr.) | Bld. Oberösterreich (Rep. Österr.) | Bld. Oberösterreich (Rep. Österr.) | Bld. Oberösterreich (Rep. Österr.) |
| 1260 1                      | 1788                                    | 1811                 | 1869                                    | 1951                               | 1961                               | 1971                               | 1981                               | 1991                               | 2001                               | 2011                               |
| −                           | −                                       | 188                  | 214                                     | 190                                | 175                                | 180                                | 165                                | 179                                | 168                                | 112                                |
| 4                           | 32                                      | −                    | 36                                      | 26                                 | 38                                 | 40                                 | 47                                 | 50                                 | 52                                 | (42)                               |

ab 2008: ohne Marö (2008/11: 16–5) und Rendlberg (2008/11: 9–4), sowie 2 Häuser zu Aigen; Gebäudestand für 2011 ist von 2008